# La Fontaine des âges
La Fontaine des âges (titre original : Fountain of Age) est un roman court de science-fiction de Nancy Kress paru en 2007 puis traduit en français et publié aux éditions Le Bélial' en 2021. Il a obtenu le prix Nebula du meilleur roman court 2007.

## Résumé
Quelques années avant le début du XXIIe siècle, Max Feder est un vieillard de quatre-vingt-six ans. Il vit depuis dix ans dans une maison de retraite, recevant tous les dimanche la visite de son unique fils accompagné de ses deux jeunes enfants. Lors d'une de ses visites, il perd une bague conservant de vieux souvenirs, bague qu'il porte depuis l'âge de quarante-quatre ans. Il se remémore alors sa jeunesse...
Max Feder, alors jeune militaire de vingt ans, a rencontré Daria, une jeune prostituée de dix-huit ans, au cours d'une permission à Chypre. Immédiatement conquis l'un par l'autre, ils ont passé ensemble sept jours intenses puis Max a dû repartir, avec en souvenir de Daria une mèche de ses cheveux et une empreinte de ses lèvres sur un bout de papier. Après la guerre, il est retourné à Chypre pour essayer de la retrouver, en vain. Il a ensuite épousé Miriam, mais l'amour au sein de leur couple a bien vite disparu.
Dix ans après sa rencontre avec Daria, il croise son visage sur la une d'un magazine, en illustration d'un article sur Daria Cleary, l'épouse du financier milliardaire britannique Peter Morton Cleary, qui vient de se faire opérer d'une tumeur du cerveau et qui se trouve en ce moment à Manhattan, soit pas loin de l'endroit où vit Max. Après six semaines de recherche de la bonne personne à qui verser un pot-de-vin, et après lui avoir donné la moitié de ses économies, Max parvient à entrer dans l'hôpital puis dans la chambre dans laquelle se trouve Daria. Celle-ci semble étonnamment ne pas avoir vieilli depuis ses dix-huit ans. Max croise alors son mari et furieux du regard soumis qu'il voit dans les yeux de Daria, il la gifle puis s'enfuit, non sans qu'auparavant Daria lui ait glissé à l'oreille un rendez-vous pour le soir-même. À ce rendez-vous, un adolescent lui glisse furtivement dans une poche une puce de crédit enveloppée dans un bout de papier lui demandant d'utiliser cet argent pour acheter des actions de l'entreprise de biotechnologie LifeLong. Après avoir effectué cet achat, triste et énervée d'avoir encore une fois perdu Daria, Max se soûle et ne rentre chez lui que le lendemain matin. À son arrivée, après une énième dispute avec son épouse, il se décide à lui annoncer sa volonté de divorcer quand cette dernière lui annonce qu'elle est enceinte, ce qui réduit à néant l'envie de Max de la quitter.
Deux jours après avoir acheté les actions de LifeLong, le monde découvre que la tumeur cérébrale de Daria, ainsi que celle qui vient d'être décelée sur sa colonne vertébrale, produisent des protéines inédites qui peuvent générer des cellules souches. LifeLong avait été acheté peu de temps auparavant par Peter Morton Cleary afin de prendre le contrôle commercial des tumeurs de Daria. Cette possibilité d'une fontaine de Jouvence fait monter les actions de LifeLong a des niveaux stratosphériques et Max Feder se retrouve rapidement à la tête d'une belle fortune. Cet argent révèle l'escroc qui est en Max et, plutôt que de vivre tranquillement en en profitant, il  se lance dans des affaires illégales, multipliant ainsi sa nouvelle fortune.
À la suite du décès accidentel de sa femme, Max Feder, âgé de quarante-quatre ans et dorénavant à la tête du groupe Feder qui se porte à merveille, fait insérer la mèche de cheveux ainsi que le bout de papier portant la trace des lèvres de Daria dans une bague, qui depuis ne l'a jamais quitté.
La disparition de cette bague, quarante-deux ans plus tard, pousse Max Feder à une dernière folie : retrouver Daria. Il passe plusieurs mois dans un centre de régénération puis reprend contact avec Stevan Adams, un Rom qui a travaillé pour lui pendant trente ans. Ce dernier lui permet de se rendre dans la station orbitale Sequene abritant le laboratoire de LifeLong sous le faux motif de vouloir subir le traitement D., qui lui donnerait vingt années de vie sans vieillir d'une minute, puis un décès soudain. Rosie Adams, la femme de Stevan Adams, est présente dans la station et permet à Max de réussir à rencontrer Daria. Celle-ci a toujours le même corps et le même visage que lors de leur première rencontre mais une vie de solitude l'a complètement transformée à l'intérieur et Max ne reconnait plus son amour de jeunesse. Joseph Alcozer, un agent du Bureau Central d'Investigation qui assiste à la scène, est en fait un agent infiltré d'une organisation terroriste visant à la pureté biologique et n'ayant eu de cesse au cours des années de vouloir détruire LifeLong et tous ses employés. Max comprend ce qui va se passer et, ne pouvant tenter de sauver qu'une seule personne, choisit de protéger Rosie. Joseph Alcozer déclenche une petite grenade et Max parvient à sauver Rosie en interposant une table puis son corps.
À son réveil dans un hôpital, son fils Geoffrey lui avoue son admiration pour son comportement héroïque.